# Carta di Milano

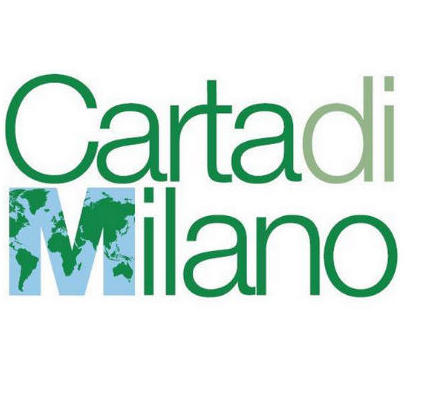
Il logo-titolo

La Carta di Milano è un documento creato su modello della Carta di Palermo (del 20 marzo 2015) ed elenca i principi riguardanti il tema della nutrizione, della sostenibilità ambientale e dei diritti umani.
Tradotta già in 19 lingue, la Carta di Milano è stata proposta in occasione di Expo 2015 nel semestre di apertura dell'Esposizione Universale (1º maggio - 31 ottobre 2015), ed il 16 ottobre 2015 consegnata al Segretario Generale dell'Organizzazione delle Nazioni Unite (ONU) Ban Ki-moon.
La "carta" indica a chi la firma precisi impegni in relazione al diritto al cibo che è uno dei diritti umani fondamentali sanciti nella Dichiarazione universale dei diritti umani. Il mancato accesso al cibo sano, sufficiente e nutriente, all'acqua pulita ed all'energia, viene considerata una violazione della dignità umana.
L'azione collettiva di cittadine e cittadini, assieme alla società civile, alle imprese e alle istituzioni locali, nazionali e internazionali è considerata una delle condizioni essenziali per vincere le grandi sfide connesse al cibo.
Combattere la denutrizione e la malnutrizione, promuovere un equo accesso alle risorse naturali, garantire una gestione sostenibile dei processi produttivi, rappresentano l'impegno che i sottoscrittori della Carta di Milano si impegnano a sostenere.

## Struttura della Carta di Milano
La Carta di Milano è suddivisa in 5 sezioni:
- Preambolo
- Diritti
- Consapevolezze
- Impegni
- Finale.